# Maurice Philippe
Maurice Philippe (30 de abril de 1932 - 5 de junio de 1989), también conocido como Maurice Phillippe, fue un diseñador de aviones y monoplazas de Fórmula 1 británico.
Philippe diseñó su primer automóvil en 1955, llamado MPS (Maurice Philippe Special), mientras desarrollaba el avión Comet 4 para De Havilland.
Philippe corrió en un Lotus Seven en 1963 y 1964, y en 1965 Colin Chapman le pidió que fuera su «equipo de diseño» en Team Lotus. Philippe y Chapman primero rediseñaron el Lotus 39, luego produjeron el Lotus 43, el clásico Lotus 49, el innovador Lotus 72 y los Lotus 56 de turbina Indy.
En 1972, Philippe dejó Lotus y se fue a trabajar para el equipo USAC de Parnelli Jones, diseñando el Cosworth-Parnelli VPJ4 para la F1, que corrió en 1975 Mario Andretti.
En 1978, reemplazó a Derek Gardner como diseñador jefe de Tyrrell, y el Tyrrell 008 terminó cuarto en el Campeonato de Constructores. El monoplaza de efecto suelo Tyrrell 009 de 1979 tuvo menos éxito y solo obtuvo cuatro terceros lugares. En 1980, se introdujo el Tyrrell 010 y corrió en forma modificada hasta 1981.
En 1988, diseñó el automóvil March-Alfa 89CE Indy, pero falleció en 1989 antes de que el coche funcionara por primera vez.